# Thamnotettix paraveinatus
Thamnotettix paraveinatus är en insektsart som beskrevs av Singh-pruthi 1936. Thamnotettix paraveinatus ingår i släktet Thamnotettix och familjen dvärgstritar. Inga underarter finns listade i Catalogue of Life.